# Studio S
Studio S var ett samhälls- och debattprogram som sändes i SVT under perioden oktober 1976 – 20 mars 1984. Programledare var Göran Elwin.
Programmets redaktion var starkt samhällskritisk och förde gärna fram saker som de ansåg vara fel och drog sig aldrig för att skapa en skandal. De kunde till exempel framföra kritik mot Säpo.
1978 avslöjade man förekomsten av en promemoria från 1976 där Lennart Geijer pekades ut som säkerhetsrisk för att ha umgåtts med en ung, prostituerad kvinna i det som kallades Geijeraffären.

## Avsnittet "Vem behöver video"
Mest uppmärksammat har Studio S blivit för reportaget om våldsamma videofilmer visat i SVT den 2 december 1980. Programmet hade rubriken "Vem behöver video" och inleddes med frågeställningen "Ska elvaåringar få se sadistiska våldsfilmer på video?". Programledaren demonstrerade därefter några exempel på våldsamma videofilmer, däribland Motorsågsmassakern, för att sedan kräva utbildningsministern Jan-Erik Wikström på svar om när man kunde stoppa video "genom en grundlagsändring".
1992 gjorde filmvetaren Mark Comerford i Filmhäftet en analys av programmet. Han skrev då att det inte främst var barnen som Studio S ville skydda utan det statliga tv-monopolet: "En allmän moralpanik sammanföll med en rädsla bland tv-folk för vad som uppfattades som en hotfull konkurrens från ett nytt medium."
Programmet är en av titlarna i boken Tusen svenska klassiker (2009).

### Fotnoter
1. ↑  ”Studio S”. Svensk mediedatabas. http://smdb.kb.se/catalog/search?q=%22Studio+S%22+typ%3Atv&sort=OLDEST. Läst 30 mars 2011.
2. 1 2 3  Gradvall et al 2009, nr. 474
3. ↑  TT. "Säpo försökte stoppa tv-journalist", Aftonbladet, 30 november 1998. Läst den 3 Juli 2011
4. ↑  Per-Iwar Sohlström. "Skandalen orsakade svensk regeringskris Arkiverad 18 oktober 2003 hämtat från the Wayback Machine.", Aftonbladet, 8 mars 2003. Läst den 3 juli 2011
5. ↑  ”Svensk mediedatabas”. http://smdb.kb.se/catalog/id/001693017. Läst 30 mars 2011.
6. ↑  Peter Almén, Iman Hazheer, Sandra Schöld (20 mars 2009). ”Känsliga tittare varnas”. Linnéuniversitetet. http://www.diva-portal.org/smash/get/diva2:297980/FULLTEXT02. Läst 8 januari 2017.
7. ↑  Fredrik Strage. "En motståndsrörelse i blod och splatter", dn.se, 6 juni 2016. Åtkomst den 25 maj 2018.